# Stade Auguste-Delaune
Stade Auguste-Delaune er et stadion i Reims, Frankrig. Det er hjemmebane for det franske fodboldhold Stade de Reims.
Nogle af kampene ved VM i fodbold for kvinder 2019, spilles på stadionen.